# The Man Who
The Man Who è il secondo album in studio del gruppo musicale scozzese Travis, pubblicato il 24 maggio 1999 dalla Independiente, e si tratta dell'album che ha dato notorietà internazionale al gruppo.

## Descrizione
Il titolo dell'album deriva dal libro di Oliver Sacks L'uomo che scambiò sua moglie per un cappello (The Man Who Mistook His Wife For a Hat).
L'album è dedicato a Stanley Kubrick e a Shirley. Gli arrangiamenti di The Fear e Slide Show sono a cura di Sally Herbert. Il violoncello di Why Does It Always Rain On Me? è suonato da Sarah Wilson. L'artwork della fotografia a cura di Stefan Ruiz.

## Tracce
Testi e musiche di Fran Healy.
1. Writing to Reach You – 3:41
2. The Fear – 4:12
3. As You Are – 4:14
4. Driftwood – 3:33
5. The Last Laugh of the Laughter – 4:19
6. Turn – 4:23
7. Why Does It Always Rain on Me? – 4:24
8. Luv – 4:55
9. She's So Strange – 3:15
10. Slide Show – 10:35 – termina a 3:35 e contiene una traccia nascosta (che comincia ai 6:35), Blue Flashing Light

Altre versioni dell'album contengono ulteriori canzoni (oltre alla traccia nascosta Blue Flashing Light) quali: 20, Only Molly Knows, Coming Around.

## Formazione
- Francis Healy – voce, chitarra
- Andy Dunlop – chitarra
- Dougie Payne – basso
- Neil Primrose – batteria

## Classifiche

### Classifiche settimanali
| Classifica (1999-00) | Posizione massima |
| -------------------- | ----------------- |
| Australia            | 8                 |
| Austria              | 46                |
| Germania             | 34                |
| Irlanda              | 2                 |
| Norvegia             | 18                |
| Nuova Zelanda        | 14                |
| Regno Unito          | 1                 |
| Stati Uniti          | 135               |
| Svizzera             | 85                |

### Classifiche di fine anno
| Classifica (1999) | Posizione |
| ----------------- | --------- |
| Regno Unito       | 3         |
| Classifica (2000) | Posizione |
| Australia         | 40        |
| Nuova Zelanda     | 49        |
| Regno Unito       | 14        |

### Classifiche di tutti i tempi
| Classifica (1956-2019) | Posizione |
| ---------------------- | --------- |
| Regno Unito            | 43        |